# Синицына, Екатерина Андреевна
Екатерина Андреевна Синицына (род. 7 марта 1997, Краснодар) — российская волейболистка, связующая. Мастер спорта России.

## Биография
Екатерина Синицына родилась в волейбольной семье. Отец становился призёром юношеского первенства страны, а мать (Елена Синицына) выступала за краснодарское «Динамо» в суперлиге и высшей лиге чемпионата России. Волейболистом является и младший брат спортсменки — Александр (2001 г.р.).
Екатерина начала заниматься волейболом в 9-летнем возрасте в краснодарском Центре олимпийской подготовки у тренера А. К. Петрова. Спустя 5 лет приглашена в ВК «Динамо» (Краснодар) и в 2011—2016 выступала за дублирующую команду клуба в Молодёжной лиге чемпионата России, дважды став бронзовым призёром лиги. В 2016 дебютировала за основной состав «Динамо» в суперлиге чемпионата России, а с 2017 играла за «Сахалин» и «Приморочку».

### Клубная карьера
- 2011—2016 —  «Динамо»-2 (Краснодар) — молодёжная лига;
- 2016—2017 —  «Динамо» (Краснодар) — суперлига;
- 2017—2018 —  «Сахалин» (Южно-Сахалинск) — суперлига;
- 2018—2019 —  «Приморочка» (Владивосток) — высшая лига «А»;
- 2019—2021 —  «Сахалин» (Южно-Сахалинск) — суперлига и высшая лига «А»;
- 2021—2022 —  «Липецк» (Липецк) — суперлига.
- с 2022 —  «Динамо» (Краснодар) — суперлига.

## Достижения

### Клубные
- двукратный бронзовый призёр Молодёжной лиги чемпионата России — 2012, 2014.
- двукратный победитель (2017, 2019) и бронзовый призёр (2018) розыгрышей Кубка Сибири и Дальнего Востока.
- бронзовый призёр Кубка Бориса Ельцина 2016.